# Кандибівка
Кандибівка — колишній населений пункт на території Оржицького району Полтавської області. Станом на 1859 рік Кандибівка мала також паралельну назву Мала Чевельча.

## Відомості
1859 року в селі було 80 дворів та проживало 310 мешканців. На той час не було культових споруд, навчальних закладів, жодних виробництв чи урядових установ. Входила до складу Білоусівської волості Золотоніського повіту Полтавської губернії.

У 1925—30 pp. — хутір Сазонівської сільради Драбівського району Прилуцького округу. Станом на 1925—110 дворів, 518 мешканців.

Щонайменше троє мешканців села потерпіли від Великого терору 1937—1938 рр.: Тимофій Затальний, Василь Лихогруд та Лука Пономаренко.

У роки другої світової війни до лав Радянської армії призвано багато місцевих чоловіків, з них загинули або зникли безвісти 5 осіб.
У 1970-ті роки Кандибівка входила до складу Сазонівської сільської ради Оржицького району Полтавської області.
У 1983 році на околиці села відкритий пам'ятний знак на честь моряків Дніпровської військової флотилії.
Пізніше село включене до складу с. Сазонівка.